# Manihiki
Manihiki, abans Humphrey, és un atol de les illes Cook septentrionals. Està situat a 1.160 km al nord de Rarotonga i a 44 km de Rakahanga.

## Geografia
L'atol, de forma triangular, està format per quaranta illes que encerclen una llacuna profunda sense cap pas navegable. A més, inusualment, té uns illots en el centre de la llacuna. La superfície total és de 5,4 km² en una corona de 50 a 500 m d'ample.
L'atol és famós per les seves perles negres, que es cultiven en gran quantitat produint gran beneficis. A més, és un punt d'atracció pels aficionats al submarinisme i a la pesca en alta mar.
El centre administratiu és a Tauhunu, i la segona vila és Tukao. La població total era de 515 habitants al cens del 2001.

## Història
S'estima que els polinesis es van establir a Manihiki almenys des de l'any 1500.
Va ser descobert, el 1822, pel capità nord-americà Patrickson del Good Hope, que l'anomenà Humphrey Island. Va ser visitat després per diversos baleners. El 1828, Joshua Coffin del balener Ganges el va anomenar Great Ganges Island. Altres noms són Liderous, Gland o Sarah Scott. El nom tradicional era Tapuahua. S'ha relacionat amb Manihi, de les Tuamotu, amb el significat de «petita Manihi».
Els habitants de Manihiki i Rakahanga vivien tradicionalment alternant en un atol i l'altre, segons les reserves alimentàries. El viatge de 44 km de distància amb piragües a balancí resultava perillós. L'any 1852 els missioners els van convèncer que es dividissin entre els dos atols i van posar fi a aquesta alternança.